# Seicercus whistleri
A Seicercus whistleri a verébalakúak (Passeriformes) rendjébe, ezen belül a füzikefélék (Phylloscopidae) családjába és a Seicercus nembe tartozó faj. Korábban a Seicercus burkii alfajának tekintették. 11-12 centiméter hosszú. Dél-Ázsia északi részének nedves erdőiben él, télen a hegyvidékről a déli völgyekbe húzódik. Többnyire rovarokkal táplálkozik.

## Alfajai
- S. w. whistleri (Ticehurst, 1925) – Himalája;
- S. w. nemoralis (Koelz, 1954) – északkelet-India, északnyugat- és nyugat-Mianmar.

## Fordítás
- Ez a szócikk részben vagy egészben  a   Whistler's warbler című angol Wikipédia-szócikk fordításán alapul.  Az eredeti cikk szerkesztőit annak laptörténete sorolja fel. Ez a jelzés csupán a megfogalmazás eredetét és a szerzői jogokat jelzi, nem szolgál a cikkben szereplő információk forrásmegjelöléseként.